# Hamilton Ricard
Hamilton Ricard, kolumbijski nogometaš, * 12. januar 1974.
Za kolumbijsko reprezentanco je odigral 27 uradnih tekem in dosegel pet golov.